# Goldbäumchen
Das Goldbäumchen ist eine Großlage im Bereich Burg Cochem im Weinbaugebiet Mosel in Rheinland-Pfalz.

## Einzellagen
Die Einzellagen sind in den jeweiligen Gemeinden/Ortsteilen:
- Bruttig: Götterlay
- Fankel: Götterlay
- Sehl: Bischofsstuhl, Hochlay, Klostergarten, Sonnenberg
- Cochem: Herrenberg, Pinnerkreuzberg, Schloßberg
- Briedern: Rüberberger Domherrenberg
- Ellenz-Poltersdorf: Rüberberger Domherrenberg, Altarberg, Kurfürst
- Senheim: Rüberberger Domherrenberg
- Ernst: Feuerberg, Kirchlay
- Klotten: Brauneberg, Burg Coreidelsteiner, Rosenberg
- Pommern: Rosenberg, Goldberg, Sonnenuhr, Zeisel
- Moselkern: Rosenberg, Übereltzer
- Müden: Funkenberg, St. Castorhöhle

- Karden: Dechantsberg, Juffermauer, Münsterberg